# الاتفاقية الدولية للحد من انتشار الصواريخ الباليستية

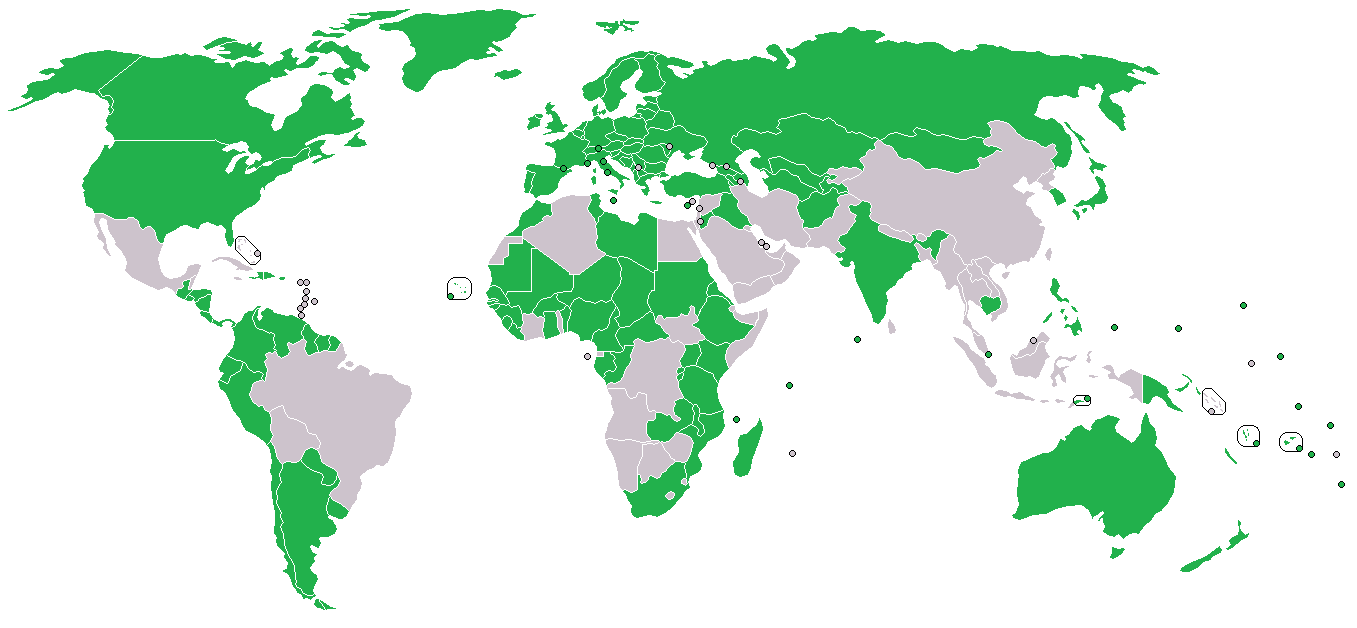

تم إبرام اتفاقية الحد من انتشار الصواريخ الباليستية بلاهاي (HCOC) يوم 25 نوفمبر 2002 كإجراء للحد من انتشار الصواريخ الباليستية.
لقد نتجت الاتفاقية عن الجهود الدولية الرامية لتقنين الوصول إلى الأسلحة الباليستية التي يمكن أن تحمل أسلحة دمار شامل. وتعتبر هذه الاتفاقية الميثاق متعدد الأطراف الوحيد في مجال نزع الأسلحة والذي تم إقراره على مدار السنوات الأخيرة. فهي الأداة المعيارية الوحيدة للتحقق من انتشار الصواريخ الباليستية. ولا تحظر الاتفاقية الصواريخ الباليستية ولكنها تطالب بالامتناع عن إنتاجها واختبارها وتصديرها.
تقوم النمسا، بموجب ما تم الاتفاق عليه في مؤتمر لاهاي، بمهام الأمانة التنفيذية ومن ثم تقوم بأعمال تنسيق تبادل المعلومات في الاتفاقية.
لمد جسور التعاون بين الأمم المتحدة والاتفاقية، التي لم يتم التفاوض عليها تحت مظلة الأمم المتحدة، تم وضع قرار يتعلق بالاتفاقية في جدول أعمال الدورة التاسعة والخمسين والدورة الستين والدورة الثالثة والستين لـ الجمعية العامة في نيويورك.
منذ أن دخلت الاتفاقية حيز التنفيذ، تم عقد ثمانية مؤتمرات للدول المشاركة. ولقد تم عقد الاجتماع الدوري الثامن للدول أعضاء الاتفاقية في الفترة يومي 28 و29 مايو 2009 برئاسة كوستا ريكا؛ ومن المقرر أن يُعقد الاجتماع الدوري التاسع يومي 31 مايو و1 يونيو برئاسة فرنسا.
وفي حين يقوم نظام مراقبة تقنية الصواريخ (MTCR) بوظيفة مشابهة، فهي عبارة عن مجموعة تصدير تضم 34 عضوًا فقط.

## العضوية
منذ توقيع الاتفاقية وسريانها في شهر نوفمبر من عام 2002 في لاهاي، (هولندا)، ارتفع عدد الدول الموقعة من 96 دولة إلى 134 دولة (132 دولة من أعضاء الأمم المتحدة وجزر كوك والكرسي الرسولي).
وفيما يلي الدول غير المشتركة في الاتفاقية:
- المكسيك والبرازيل وبوليفيا وكوبا وبليز والبهامز وجامايكا وسانت كيتس ونيفس وأنتيجوا وباربودا وسانت لوسيا وسانت فنسنت والجرينادينز وغرناطة والدومينيك وباربادوس وترينيداد وتوباجو
- الجزائر ومصر وجيبوتي والصومال وجنوب السودان وساحل العاج وتوجو وغينيا الاستوائية وساو تومي وبرينسيب وجمهورية الكونغو الديمقراطية وأنغولا ونامبيا وبتسوانا وليسوتو وسوازيلاند وموريشوس وزيمبابوي
- إسرائيل وسوريا ولبنان والمملكة العربية السعودية والكويت وقطر والبحرين والإمارات العربية المتحدة وعمان واليمن وإيران
- قيرغيزستان وباكستان والهند وبوهتان ونيبال وسريلانكا وبنجلاديش وميانمار ولاوس وفيتنام وتايلاند وماليزيا وسنغافورة وإندونيسا وجمهورية الصين الشعبية وكوريا الشمالية
- جزر سليمان ونييوي وناورو
- قائمة الدول ذات الاعتراف المحدود

## وصلات خارجية
- Treaty text
- Central Contact (Executive Secretariat)